# Équipe d'Éthiopie de rugby à XV
L'équipe d'Éthiopie de rugby à XV est une sélection de joueurs de rugby à XV d'Éthiopie.